# Смоквиця (Хорватія)
42°56′ пн. ш. 16°54′ сх. д. / 42.94° пн. ш. 16.90° сх. д.
Смоквиця (хорв. Smokvica) – громада в Дубровницько-Неретванській жупанії Хорватії.

## Населення
Населення громади за даними перепису 2011 року становило 916 осіб.
Динаміка чисельності населення громади: